# Skutek
Skutek je čin, tedy to, co bylo či bude učiněno nebo je činěno, tedy základní prvek jednání jako reflektované a cílevědomé činnosti určitého subjektu.
Často je pojem používán v pozitivním významu, například dobré skutky, hrdinské skutky nebo činy, skutky milosrdenství, ale též v negativním – zlé skutky, ohavné skutky, popřípadě ke zdůraznění reálnosti v protikladu se záměrem nebo očekáváním: skutek utek, stát se skutkem, uvést ve skutek, měnit se ve skutek. Jedna z klíčových knih Nového zákona nese v češtině název Skutky apoštolské. Pojem „skutková podstata“ používá zejména trestní právo, vzácněji na pojem skutku odkazuje občanské právo (např. skutkové a právní okolnosti smlouvy). Pojem čin je zhruba synonymní s pojmem skutek, byť užití není zcela zaměnitelné, v podobných významech se používá i termínů úkon, jednání (trestní zákon zmiňuje jednání jako formu činu – jednání, jímž je čin spáchán) nebo činnost (trestní zákon vztah mezi pojmy čin a činnost explicitně neobjasňuje, byť hovoří například o „objasňování trestné činnosti“). Zvláštní, protikladnou formou skutku či jednání je nečinnost.

## Skutek v trestním právu
V trestním právu pojem skutek označuje ty projevy vůle pachatele navenek, jež jsou příčinou následku relevantního z hlediska trestního práva (objektivní stránka skutku), jsou-li kryty zaviněním (subjektivní stránka). Každý trestný čin nevyhnutelně musí být skutkem (pojem čin je zde synonymem skutku), ovšem ne každý skutek musí být trestným činem (většina skutků samozřejmě není trestná vůbec) a jedním skutkem může být spácháno více trestných činů (přesněji řečeno, jeden skutek neboli čin může naplňovat více trestných skutkových podstat, což v trestní praxi může být hodnoceno jako spáchání více trestných činů v takzvaném jednočinném souběhu). Trestný čin (resp. skutková podstata a trestnost činu) je tedy právní konstrukcí nad konkrétním objektivně existujícím skutkem.
Významnými pojmy vážícími se ke skutku jsou jeho jednota a totožnost:
- Jednota skutku je pojem hmotněprávní s významným dopadem pro posouzení, zda jde o trestný čin jediný, souběh trestných činů, případně souběh vícečinný či jednočinný. Jednotícím kritériem je způsobený následek. Jde o kritérium umožňující členit jednolité lidské jednání na různé skutky a zároveň spojuje víceré dílčí akty jednání do jednoho celku.
- Totožnost skutku je pojem procesněprávní, který zajišťuje kontinuitu skutku, tzn. stav, kdy skutek, pro který bylo zahájeno trestní stíhání, prošel v podstatě a vymezení nezměněný trestním procesem, aby o tomto totožném skutku bylo nakonec zákonným způsobem rozhodnuto.